# 리프리즈 레코드
리프라이즈 레코드(Reprise Records)는 미국의 음반 회사이다. 1960년 프랭크 시나트라에 의해 설립되었다. 현재 워너 뮤직 그룹에 속해있다.

## 발자취
- 리프리즈 레코드는 1960년, 프랭크 시나트라가 자신의 개인 녹음과 음악적 자유를 목적으로 설립했다.

## 소속 음악가
- 스매싱 펌킨스
- 에릭 클랩튼
- 그린 데이
- 디스터브드
- 더 스필 캔버스
- 마이 케미컬 로맨스 등

이전 소속 음악가
- 카라스 플라워스 (마룬 5의 전신)
- 유즈드
- 벨리
- 지미 헨드릭스 등

## 같이 보기
- 워너 브라더스 레코드
- 사이어 레코드